# جنگ های سلتیبری
مقالات مرتبط: گسترش روم در آیبریا

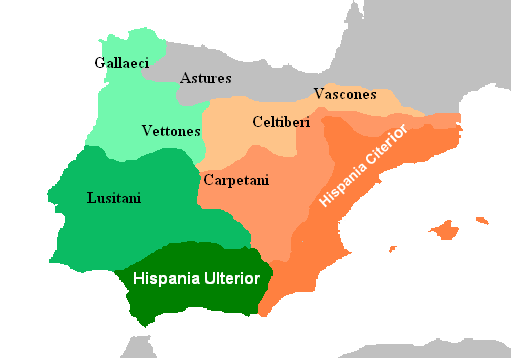
موقعیت سلتیبری‌ها و استان‌های رومی هیسپانیا سیتریور و هیسپانیا اولتریور.

جنگ‌های سلتیبری به سلسله نبردهایی گفته می‌شود که در پی سه شورش بزرگ سلتیبری‌ها در برابر سلطه گری رومیان در هیسپانیا به راه افتاد. از جمله قبایل درگیر جنگ، پلندون‌ها، آرواکی‌ها، لوسون‌ها، تیتی‌ها و بلی‌ها بودند که اتحاد ضعبف و از سر ناچاری بین این قبایل وجود داشت.
پس از اتمام جنگ پونیک دوم، کارتاژی‌ها کنترل سرزمین‌های اسپانیایی خود را به روم واگذار کردند. سلتیبری‌ها با این استان جدید رومی مرز مشترک داشتند. رفته رفته آنها شروع به مقابله و رویارویی با ارتش رومی کردند که در مناطق اطراف سلتیبریا فعالیت می‌کرد و این منجر به جنگ اول سلتیبری شد. پیروزی رومیان در این جنگ و قراردادهای صلحی که توسط گرائکوس پرائتور رومی با چندین قبایل ایجاد شد، منجر به ۲۴ سال صلح موقت شد.
در سال ۱۵۴ قبل از میلاد، مجلس سنای روم با ساخت یک مدار دیواری توسط قبیله بلی در شهر سگدا مخالفت کرد که در نهایت منجر به اعلام جنگ شد. بدین ترتیب، جنگ دوم سلتیبری (۱۵۴–۱۵۲ قبل از میلاد) آغاز شد. که حداقل سه قبیله سلتیبری در جنگ شرکت داشتند: تیتی، بلی (شهرهای سگدا و نرتوبریگا) و آرواکی (شهرهای نومانتیا، آکسینوم و اوسیلیس). پس از چند پیروزی اولیه سلتیبری‌ها، کنسول مارکوس کلودیوس مارسلوس شکست‌هایی را بر متحدان وارد کرد و در نهایت با سلتیبری‌ها صلح کرد. کنسول بعدی، لوسیوس لیسینیوس لوکولوس، به واکائی، قبیله ای که در دره مرکزی دورو زندگی می‌کردند و با روم در جنگ نبودند، حمله کرد. او این کار را بدون مجوز مجلس سنا انجام داد، به این بهانه که واکائی‌ها با کارپتانی‌ها بدرفتاری کرده‌اند. جنگ دوم سلتیبری با جنگ لوسیتانی (۱۵۴–۱۵۰ قبل از میلاد) همپوشانی داشت.
سومین شورش بزرگ پس از جنگ‌های سلتیبری، جنگ نومانتین (۱۴۳–۱۳۳ قبل از میلاد) بود که گاهی به عنوان جنگ سوم سلتیبری در نظر گرفته می‌شود.

## پس زمینه
رومی‌ها سرزمین‌های کارتاژی در جنوب هیسپانیا زمانی که آنها را در نبرد ایلیپا در سال ۲۰۶ قبل از میلاد در جریان جنگ دوم پونیک (۲۱۸–۲۰۱ قبل از میلاد) شکست دادند، تصرف کردند. پس از جنگ، آنها دو استان رومی را تأسیس کردند: هیسپانیا سیتریور (اسپانیا نزدیکتر) در امتداد بیشتر سواحل شرقی، منطقه ای تقریباً مطابق با جوامع خودمختار مدرن آراگون، کاتالونیا و والنسیا، و استان هیسپانیا اولتریور (اسپانیا بیشتر) در جنوب. تقریباً با اندلس مدرن مطابقت دارد. طغیان‌های متعددی توسط بسیاری از قبایل هیسپانیا، از جمله قبایل در داخل و خارج از قلمرو روم، در بیشتر سال‌ها به مدت ۹۸ سال، تا پایان جنگ اول سلتیبری در سال ۱۷۹ قبل از میلاد وجود داشت.
سلتیبری‌ها یا ائتلاف‌های اسپانیایی که بخشی از آنها توسط سلتیبری‌ها تشکیل شده بود، به زودی با قدرت نوظهوری به نام روم درگیر شدند. در سال ۱۹۷ قبل از میلاد، ۲۰۰۰۰ سلتیبری به ارتش رومی در نزدیکی ایلیتورگیس حمله کردند و در سال ۱۹۵ قبل از میلاد ۱۰۰۰۰ سلتیبری به توردولی‌ها علیه روم پیوستند. یک ارتش کنسولی توسط کاتوی بزرگ به سلتیبریا فرستاده شد، و علیرغم اینکه نتوانستند ساگونتیا را تصرف کنند، سلتیبری‌ها را بر آن داشت تا در سال ۱۹۵ قبل از میلاد، جنگ را متوقف کنند. بلافاصله پس از بازگشت کاتو به شهر رم، در سال ۱۹۳ قبل از میلاد، ائتلافی از سلتیبری‌ها، واچی و وتون‌ها توسط مارکو فولویو نوبیلیور در نزدیکی تولتوم (تولدو امروزی) شکست خوردند. در همان منطقه، در ۱۸۵ قبل از میلاد، یک ائتلاف اسپانیایی جدید (احتمالاً از سلتیبری‌ها، وتون‌ها و کارپتانی‌ها)، دو ارتش پرائتوری را شکست دادند، اما در درگیری دیگری در نزدیکی رودخانه تاگوس شکست خوردند.